# Seznam hor a kopců v Angole
Toto je seznam hor a kopců v Angole.

## Tabulka
| Pořadí | Název             | Výška (m) | Provincie  | Souřadnice                 |
| ------ | ----------------- | --------- | ---------- | -------------------------- |
| 1      | Morro do Moco     | 2620      | Huambo     | 12°28′ j. š., 15°11′ v. d. |
| 2      | Lupangue          | 2554      | Benguela   | 12°13′ j. š., 14°54′ v. d. |
| 3      | Monte Ungungi     | 2511      | Huambo     | 12°43′ j. š., 15°21′ v. d. |
| 4      | Senha             | 2494      |            | 12°13′ j. š., 14°59′ v. d. |
| 5      | Monte Mbuindo     | 2480      | Huambo     | 12°40′ j. š., 15°24′ v. d. |
| 6      | Vavele            | 2479      | Cuanza Sul | 11°43′ j. š., 14°55′ v. d. |
| 7      | Chalima           | 2478      | Benguela   | 12°13′ j. š., 14°58′ v. d. |
| 8      | Monte Catchimanha | 2451      | Huambo     | 12°46′ j. š., 15°24′ v. d. |
| 9      | Monte Tchila      | 2442      | Huambo     | 12°42′ j. š., 15°25′ v. d. |
| 10     | Monte Sacotiquite | 2438      | Huambo     | 12°43′ j. š., 15°24′ v. d. |